# Ernest B. Schoedsack
Ernest Beaumont Schoedsack (8 de junio de 1893 - 23 de diciembre de 1979) fue un productor, director de cine, montajista y escenógrafo estadounidense.   Schoedsack trabajó como camarógrafo en la Primera Guerra Mundial, donde sirvió en el Cuerpo de Señales estadounidense. Al finalizar la guerra, permaneció en Europa para avanzar en su carrera Cinematografía. Trabajó en varias películas con Merian C. Cooper, incluidas King Kong, Chang: A Drama of the Wilderness y The Most Dangerous Game. También colaboró con la guionista y actriz Ruth Rose, con quien luego se casó. Schoedsack murió el 23 de diciembre de 1979, a los 86 años.

## Primeros años de vida
Ernest B. Schoedsack nació en el extremo rural del campo de Council Bluffs, Iowa, el 8 de junio de 1893.: 7  Se escapó de casa a los catorce años y se juntó con pandillas de carreteras. Se mudó luego a San Francisco, donde trabajó como agrimensor. Llegó a tener 6′ 4″ (1,95 m), pero sus amigos lo llamaban "Enano" (del inglés, ''Shorty''.) Schoedsack viajó por todo el país antes de la Primera Guerra Mundial acabando en el sur de California donde fue empleado por los Estudios Mack Sennett como cinematógrafo.: 7 

## Carrera cinematográfica
Schoedsack comenzó su carrera por conexiones de su hermano Felix que le ayudó a conseguir un trabajo como camarógrafo en películas en 1914 para Mack Sennett. Continuó trabajando como camarógrafo en la Primera Guerra Mundial. Sirvió en el Cuerpo de Señales del Ejército de los Estados Unidos en Francia en 1918. También voló en misiones de bombardeo de combate. Su vista resultó gravemente dañada en la Primera Guerra Mundial, pero después continuó trabajando en cinematografía. En 1920, Schoedsack ayudó a los refugiados en Polonia a escapar de la guerra polaco-soviética. Trabajó con la Cruz Roja Americana. Durante 1921 y 1922 también ayudó a refugiados de la guerra greco-turca. Después de formarse en la Escuela de Cinematografía Militar de la Universidad de Columbia, The New York Times lo contrató como camarógrafo en una expedición alrededor del mundo.  

### Changy las primeras películas
Schoedsack comenzó como codirector junto con Merian C. Cooper quien conoció en Europa al final de la guerra. Conoció a Cooper por primera vez en 1918 en Viena dando alivio a los desamparados de la guerra. Su primera colaboración fue en Grass, que se produjo en 1925. Ese mismo año, Schoedsack conoció a la guionista y ex actriz Ruth Rose, Se conocieron en una expedición a las Islas Galápagos, donde Schoedsack era el camarógrafo y Rose era la historiadora oficial. 
En 1927, Cooper y Schoedsack produjeron juntos la película Chang: A Drama of the Wilderness, que describe la supervivencia de un hombre en la jungla del norte de Siam . Schoedsack y Cooper pasaron 18 meses en la jungla para producir la película y fotografiar determinadas escenas. Mientras se producía la película, los elefantes en estampida que aparecen en la película casi atropellan a Schoedsack y su tripulación. Sin embargo, el riesgo valió la pena y Chang fue nominada a Mejor Película en la primera entrega de los Premios de la Academia. Schoedsack guardaba en su oficina una impresión de un tigre de Bengala saltando con las fauces abiertas. Cuando un periodista le preguntó sobre la foto, Schoedsack dijo que el tigre había saltado y le disparó.

### King Kongy las películas de los años 30

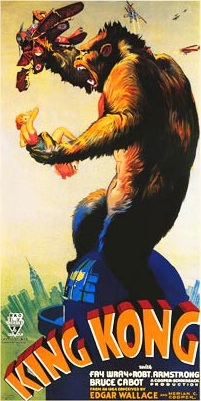
Póster de la película King Kong.

Si bien Schoedsack y Cooper hicieron varias otras películas juntos, son más conocidos por dirigir la película de 1933 King Kong. Después de terminar la producción de The Most Dangerous Game, Schoedsack se unió a Cooper en la producción de King Kong . Schoedsack se centró en escenas con actores humanos, mientras que Cooper dirigió los efectos especiales del rodaje. Schoedsack, Cooper y Rose inspiraron los personajes de John Driscoll, Carl Denham y Ann Darrow, respectivamente. El guion fue coescrito por la esposa de Schoedsack, Ruth Rose. Esta película marcó una transición en la relación laboral de Schoedsack y Cooper. Después de la película, Schoedsack solo dirigió películas, mientras que Cooper las produjo. Sin embargo, su asociación terminó a finales de la década de 1930.
En 1933, después de filmar King Kong, Schoedsack trabajó en el rodaje de una película que nunca se completó llamada Arabia. Para este proyecto, Schoedsack fue a rodar en locaciones de Siria. Se hizo otra película en la franquicia King Kong. Rose escribió el guion de la siguiente película, El hijo de Kong, que fue estrenada en 1933 por RKO. Schoedsack fue el único director de la película. También en 1933, Rose y Schoedsack colaboraron en la película Blind Adventure.

### Trabajo posterior
Schoedsack dirigió varias otras películas en la década de 1930, entre ellas Los últimos días de Pompeya, Problemas en Marruecos y Forajidos del Oriente . En 1940, Schoedsack dirigió Dr. Cyclops, que fue la primera película de ciencia ficción en Technicolor de Hollywood. En 1949, RKO estrenó la película Mighty Joe Young y la dirigió Schoedsack. Fue una película de reunión del equipo creativo principal de King Kong formado por Cooper, Schoedsack y Ruth Rose. Esta sería la última película que Schoedsack dirigiría debido a las lesiones oculares recibidas en la Segunda Guerra Mundial al probar equipos de fotografía.
Ruth Rose murió el día del cumpleaños de Schoedsack, el 8 de junio de 1978. Schoedsack murió el 23 de diciembre de 1979 en Los Ángeles. Están enterrados juntos en Cementerio Westwood Village Memorial Park de los Pierce Brothers en Los Ángeles.

## Filmografía
| Película                        | Año de lanzamiento | Contribución                                                |
| ------------------------------- | ------------------ | ----------------------------------------------------------- |
| El imperio perdido              | 1924               | Director de fotografía                                      |
| Escuadrón Águila                | 1924               | Fotógrafo de fondo                                          |
| Césped                          | 1925               | Productor, Director                                         |
| Avaricia                        | 1925               | Director de fotografía                                      |
| Chang: un drama del desierto    | 1927               | Productor, director                                         |
| Vaya, el cazador de cabezas     | 1928               | Director de fotografía                                      |
| Las cuatro plumas               | 1929               | Montador de cine, director, director de fotografía          |
| Rango                           | 1931               | Escritor, director, productor en Sumatra, editor, fotógrafo |
| The Most Dangerous Game         | 1932               | Director                                                    |
| King Kong                       | 1933               | Directora                                                   |
| El hijo de Kong                 | 1933               | Director                                                    |
| Aventura a ciegas               | 1933               | Director                                                    |
| La pata del mono                | 1933               | Director de prólogo                                         |
| Padre perdido hace mucho tiempo | 1934               | Director                                                    |
| Los últimos días de Pompeya     | 1935               | Director                                                    |
| Tres lanceros de Bengala        | 1935               | Fotógrafo y director de rodaje de exteriores en India       |
| Forajidos del Oriente           | 1937               | Director                                                    |
| Problemas en Marruecos          | 1937               | Director                                                    |
| Dr. cíclope                     | 1940               | Director                                                    |
| El gran gorila                  | 1949               | Director                                                    |
| Esto es cinerama                | 1952               | Director                                                    |